# Jason Demetriou
Jason Demetriou (in greco: Τζέισον Δημητρίου, Tzeison Dīmītriou; Londra, 18 novembre 1987) è un calciatore inglese naturalizzato cipriota, difensore del Southend United.

## Biografia
Possiede la cittadinanza cipriota grazie alle origini dei genitori.

## Caratteristiche tecniche
Terzino destro, in grado - grazie alla propria versatilità tattica - di fornire più soluzioni al proprio allenatore. In caso di necessità può essere adattato a esterno o centrocampista. Tra le sue doti spiccano la velocità in progressione, lo stacco aereo e la precisione negli interventi in scivolata.

## Carriera

### Club
Muove i suoi primi passi nel settore giovanile dell'Arsenal. Dopo una breve parentesi al Tottenham, viene tesserato - all'età di 14 anni - dal Leyton Orient. Esordisce in prima squadra il 18 ottobre 2005 contro lo Yeovil Town in un incontro valido per il primo turno del trofeo Johnstone's Paint Trophy, rilevando Wayne Carlisle al 42' della ripresa.
Nel 2010 approda in Cipro, sottoscrivendo un contratto valido per due stagioni con l'AEK Larnaka. Il 10 agosto 2011 esordisce nelle competizioni europee, in occasione di Floriana-AEK Larnaca (0-8), partita valida per il secondo turno preliminare di Europa League.
Il 1º luglio 2015 torna in Inghilterra legandosi per una stagione al Walsall, in League One. Il 23 giugno 2016 passa al Southend United, firmando un contratto valido per due stagioni con opzione di rinnovo per il terzo anno.

### Nazionale
Eleggibile dalla selezione cipriota grazie alle origini dei genitori, il 20 gennaio 2009 viene incluso dal CT Angelos Anastasiadis tra i convocati che prenderanno parte all'amichevole contro la Serbia, valida per il Torneo di Cipro. Esordisce quindi in nazionale il 10 febbraio seguente, sostituendo Dīmītrīs Christofī al 64'.
Mette a segno la sua prima rete in nazionale il 10 ottobre 2015 in Israele-Cipro, partita valida per le qualificazioni alla fase finale degli Europei 2016, consentendo ai ciprioti di imporsi in trasferta per 2-1.

## Statistiche

### Presenze e reti nei club
Statistiche aggiornate al 30 giugno 2022.
| Stagione             | Squadra              | Campionato           | Campionato | Campionato | Coppe nazionali | Coppe nazionali | Coppe nazionali | Coppe continentali | Coppe continentali | Coppe continentali | Altre coppe | Altre coppe | Altre coppe | Totale | Totale |
| Stagione             | Squadra              | Comp                 | Pres       | Reti       | Comp            | Pres            | Reti            | Comp               | Pres               | Reti               | Comp        | Pres        | Reti        | Pres   | Reti   |
| -------------------- | -------------------- | -------------------- | ---------- | ---------- | --------------- | --------------- | --------------- | ------------------ | ------------------ | ------------------ | ----------- | ----------- | ----------- | ------ | ------ |
| 2005-2006            | Leyton Orient        | FL2                  | 3          | 0          | FACup+CdL       | 0               | 0               | -                  | -                  | -                  | FLT         | 2           | 0           | 5      | 0      |
| 2006-2007            | Leyton Orient        | FL1                  | 15         | 2          | FACup+CdL       | 3+0             | 0               | -                  | -                  | -                  | FLT         | 1           | 0           | 19     | 2      |
| 2007-2008            | Leyton Orient        | FL1                  | 43         | 3          | FACup+CdL       | 2+2             | 0+1             | -                  | -                  | -                  | FLT         | 2           | 0           | 49     | 4      |
| 2008-2009            | Leyton Orient        | FL1                  | 43         | 3          | FACup+CdL       | 3+1             | 2+0             | -                  | -                  | -                  | FLT         | 2           | 0           | 49     | 5      |
| 2009-2010            | Leyton Orient        | FL1                  | 39         | 1          | FACup+CdL       | 2+2             | 0               | -                  | -                  | -                  | FLT         | 2           | 1           | 45     | 2      |
| Totale Leyton Orient | Totale Leyton Orient | Totale Leyton Orient | 143        | 9          |                 | 15              | 3               |                    | -                  | -                  |             | 9           | 1           | 167    | 13     |
| 2010-2011            | AEK Larnaca          | A                    | 12+4       | 0          | CC              | 1               | 1               | -                  | -                  | -                  | -           | -           | -           | 17     | 1      |
| 2011-2012            | AEK Larnaca          | A                    | 19+4       | 1          | CC              | 5               | 0               | UEL                | 11                 | 0                  | -           | -           | -           | 39     | 1      |
| 2012-2013            | AEK Larnaca          | A                    | 19         | 3          | CC              | 1               | 0               | -                  | -                  | -                  | -           | -           | -           | 20     | 3      |
| Totale AEK Larnaca   | Totale AEK Larnaca   | Totale AEK Larnaca   | 50+8       | 4          |                 | 7               | 1               |                    | 11                 | 0                  |             | -           | -           | 76     | 5      |
| 2013-2014            | Anorthosis           | A                    | 18+1       | 1          | CC              | 2               | 0               | UEL                | 0                  | 0                  | -           | -           | -           | 21     | 1      |
| 2014-2015            | Anorthosis           | A                    | 17+8       | 0          | CC              | 2               | 0               | -                  | -                  | -                  | -           | -           | -           | 27     | 0      |
| Totale Anorthosis    | Totale Anorthosis    | Totale Anorthosis    | 35+9       | 1          |                 | 4               | 0               |                    | 0                  | 0                  |             | -           | -           | 48     | 1      |
| 2015-2016            | Walsall              | FL1                  | 43+2       | 3          | FACup+CdL       | 4+3             | 1+0             | -                  | -                  | -                  | FLT         | 0           | 0           | 52     | 4      |
| 2016-2017            | Southend Utd         | FL1                  | 41         | 1          | FACup+CdL       | 1+1             | 0               | -                  | -                  | -                  | FLT         | 1           | 0           | 44     | 1      |
| 2017-2018            | Southend Utd         | FL1                  | 42         | 8          | FACup+CdL       | 1+1             | 0               | -                  | -                  | -                  | FLT         | 1           | 0           | 45     | 8      |
| 2018-2019            | Southend Utd         | FL1                  | 24         | 2          | FACup+CdL       | 2+1             | 0               | -                  | -                  | -                  | FLT         | 1           | 0           | 28     | 2      |
| 2019-2020            | Southend Utd         | FL1                  | 20         | 3          | FACup+CdL       | 0+1             | 0               | -                  | -                  | -                  | FLT         | 1           | 0           | 22     | 3      |
| 2020-2021            | Southend Utd         | FL2                  | 38         | 1          | FACup+CdL       | 1+0             | 0               | -                  | -                  | -                  | FLT         | 0           | 0           | 39     | 1      |
| 2021-2022            | Southend Utd         | NL                   | 33         | 4          | FACup+CdL       | 0               | 0               | -                  | -                  | -                  | FLT         | 2           | 0           | 35     | 4      |
| Totale Southend Utd  | Totale Southend Utd  | Totale Southend Utd  | 198        | 19         |                 | 9               | 0               |                    | -                  | -                  |             | 6           | 0           | 213    | 19     |
| Totale carriera      | Totale carriera      | Totale carriera      | 488        | 36         |                 | 42              | 5               |                    | 11                 | 0                  |             | 15          | 1           | 556    | 42     |

### Cronologia presenze e reti in nazionale
| Cronologia completa delle presenze e delle reti in nazionale ― Cipro | Cronologia completa delle presenze e delle reti in nazionale ― Cipro | Cronologia completa delle presenze e delle reti in nazionale ― Cipro | Cronologia completa delle presenze e delle reti in nazionale ― Cipro | Cronologia completa delle presenze e delle reti in nazionale ― Cipro | Cronologia completa delle presenze e delle reti in nazionale ― Cipro | Cronologia completa delle presenze e delle reti in nazionale ― Cipro | Cronologia completa delle presenze e delle reti in nazionale ― Cipro |
| Data                                                                 | Città                                                                | In casa                                                              | Risultato                                                            | Ospiti                                                               | Competizione                                                         | Reti                                                                 | Note                                                                 |
| -------------------------------------------------------------------- | -------------------------------------------------------------------- | -------------------------------------------------------------------- | -------------------------------------------------------------------- | -------------------------------------------------------------------- | -------------------------------------------------------------------- | -------------------------------------------------------------------- | -------------------------------------------------------------------- |
| 10-2-2009                                                            | Strovolos                                                            | Cipro                                                                | 0 – 2                                                                | Serbia                                                               | Amichevole                                                           | -                                                                    | 64’                                                                  |
| 11-2-2009                                                            | Nicosia                                                              | Cipro                                                                | 3 – 2                                                                | Slovacchia                                                           | Amichevole                                                           | -                                                                    |                                                                      |
| 30-5-2009                                                            | Larnaca                                                              | Cipro                                                                | 0 – 1                                                                | Canada                                                               | Amichevole                                                           | -                                                                    | 46’                                                                  |
| 8-2-2011                                                             | Nicosia                                                              | Cipro                                                                | 0 – 2                                                                | Svezia                                                               | Amichevole                                                           | -                                                                    | 46’ 82’                                                              |
| 9-2-2011                                                             | Paralimni                                                            | Cipro                                                                | 1 – 1 dts (5 – 6 dtr)                                                | Romania                                                              | Amichevole                                                           | -                                                                    |                                                                      |
| 26-3-2011                                                            | Nicosia                                                              | Cipro                                                                | 0 – 0                                                                | Islanda                                                              | Qual. Euro 2012                                                      | -                                                                    | 46’                                                                  |
| 29-3-2011                                                            | Larnaca                                                              | Cipro                                                                | 0 – 1                                                                | Bulgaria                                                             | Amichevole                                                           | -                                                                    | 46’                                                                  |
| 10-8-2011                                                            | Nicosia                                                              | Cipro                                                                | 3 – 2                                                                | Moldavia                                                             | Amichevole                                                           | -                                                                    | 46’                                                                  |
| 2-9-2011                                                             | Nicosia                                                              | Cipro                                                                | 0 – 4                                                                | Portogallo                                                           | Qual. Euro 2012                                                      | -                                                                    |                                                                      |
| 6-9-2011                                                             | Reykjavík                                                            | Islanda                                                              | 0 – 0                                                                | Cipro                                                                | Qual. Euro 2012                                                      | -                                                                    | 47’                                                                  |
| 7-10-2011                                                            | Nicosia                                                              | Cipro                                                                | 1 – 4                                                                | Danimarca                                                            | Qual. Euro 2012                                                      | -                                                                    | 71’                                                                  |
| 11-10-2011                                                           | Oslo                                                                 | Norvegia                                                             | 3 – 1                                                                | Cipro                                                                | Qual. Euro 2012                                                      | -                                                                    |                                                                      |
| 11-11-2011                                                           | Larnaca                                                              | Cipro                                                                | 1 – 2                                                                | Scozia                                                               | Amichevole                                                           | -                                                                    | 9’ 46’                                                               |
| 29-2-2012                                                            | Nicosia                                                              | Cipro                                                                | 0 – 0                                                                | Serbia                                                               | Amichevole                                                           | -                                                                    | 86’                                                                  |
| 15-8-2012                                                            | Sofia                                                                | Bulgaria                                                             | 1 – 0                                                                | Cipro                                                                | Amichevole                                                           | -                                                                    | 82’                                                                  |
| 7-9-2012                                                             | Tirana                                                               | Albania                                                              | 3 – 1                                                                | Cipro                                                                | Qual. Mondiali 2014                                                  | -                                                                    |                                                                      |
| 11-9-2012                                                            | Larnaca                                                              | Cipro                                                                | 1 – 0                                                                | Islanda                                                              | Qual. Mondiali 2014                                                  | -                                                                    | 90+2’                                                                |
| 12-10-2012                                                           | Maribor                                                              | Slovenia                                                             | 2 – 1                                                                | Cipro                                                                | Qual. Mondiali 2014                                                  | -                                                                    |                                                                      |
| 16-10-2012                                                           | Larnaca                                                              | Cipro                                                                | 1 – 3                                                                | Norvegia                                                             | Qual. Mondiali 2014                                                  | -                                                                    | 46’ 49’                                                              |
| 14-11-2012                                                           | Nicosia                                                              | Cipro                                                                | 0 – 3                                                                | Finlandia                                                            | Amichevole                                                           | -                                                                    | 46’                                                                  |
| 6-9-2013                                                             | Oslo                                                                 | Norvegia                                                             | 2 – 0                                                                | Cipro                                                                | Qual. Mondiali 2014                                                  | -                                                                    | 54’                                                                  |
| 10-9-2013                                                            | Nicosia                                                              | Cipro                                                                | 0 – 2                                                                | Slovenia                                                             | Qual. Mondiali 2014                                                  | -                                                                    | 46’                                                                  |
| 11-10-2013                                                           | Reykjavík                                                            | Islanda                                                              | 2 – 0                                                                | Cipro                                                                | Qual. Mondiali 2014                                                  | -                                                                    |                                                                      |
| 15-10-2013                                                           | Nicosia                                                              | Cipro                                                                | 0 – 0                                                                | Albania                                                              | Qual. Mondiali 2014                                                  | -                                                                    |                                                                      |
| 16-11-2014                                                           | Nicosia                                                              | Cipro                                                                | 5 – 0                                                                | Andorra                                                              | Qual. Euro 2016                                                      | -                                                                    |                                                                      |
| 12-6-2015                                                            | Andorra la Vella                                                     | Andorra                                                              | 1 – 3                                                                | Cipro                                                                | Qual. Euro 2016                                                      | -                                                                    |                                                                      |
| 3-9-2015                                                             | Nicosia                                                              | Cipro                                                                | 0 – 1                                                                | Galles                                                               | Qual. Euro 2016                                                      | -                                                                    |                                                                      |
| 6-9-2015                                                             | Nicosia                                                              | Cipro                                                                | 0 – 1                                                                | Belgio                                                               | Qual. Euro 2016                                                      | -                                                                    | 62’                                                                  |
| 10-10-2015                                                           | Gerusalemme                                                          | Israele                                                              | 1 – 2                                                                | Cipro                                                                | Qual. Euro 2016                                                      | 1                                                                    |                                                                      |
| 13-10-2015                                                           | Nicosia                                                              | Cipro                                                                | 2 – 3                                                                | Bosnia ed Erzegovina                                                 | Qual. Euro 2016                                                      | -                                                                    |                                                                      |
| 24-3-2016                                                            | Odessa                                                               | Ucraina                                                              | 1 – 0                                                                | Cipro                                                                | Amichevole                                                           | -                                                                    | 61’                                                                  |
| 6-9-2016                                                             | Nicosia                                                              | Cipro                                                                | 0 – 3                                                                | Belgio                                                               | Qual. Mondiali 2018                                                  | -                                                                    |                                                                      |
| 7-10-2016                                                            | Pireo                                                                | Grecia                                                               | 2 – 0                                                                | Cipro                                                                | Qual. Mondiali 2018                                                  | -                                                                    | 45+2’                                                                |
| 10-10-2016                                                           | Zenica                                                               | Bosnia ed Erzegovina                                                 | 2 – 0                                                                | Cipro                                                                | Qual. Mondiali 2018                                                  | -                                                                    |                                                                      |
| 13-11-2016                                                           | Nicosia                                                              | Cipro                                                                | 3 – 1                                                                | Gibilterra                                                           | Qual. Mondiali 2018                                                  | -                                                                    | 34’                                                                  |
| 3-6-2017                                                             | Estoril                                                              | Portogallo                                                           | 4 – 0                                                                | Cipro                                                                | Amichevole                                                           | -                                                                    | 82’                                                                  |
| 9-6-2017                                                             | Faro                                                                 | Gibilterra                                                           | 1 – 2                                                                | Cipro                                                                | Qual. Mondiali 2018                                                  | -                                                                    |                                                                      |
| 31-8-2017                                                            | Nicosia                                                              | Cipro                                                                | 3 – 2                                                                | Bosnia ed Erzegovina                                                 | Qual. Mondiali 2018                                                  | -                                                                    |                                                                      |
| 3-9-2017                                                             | Tallinn                                                              | Estonia                                                              | 1 – 0                                                                | Cipro                                                                | Qual. Mondiali 2018                                                  | -                                                                    | 12’                                                                  |
| 7-10-2017                                                            | Strovolos                                                            | Cipro                                                                | 1 – 2                                                                | Grecia                                                               | Qual. Mondiali 2018                                                  | -                                                                    | Cap.                                                                 |
| 10-10-2017                                                           | Bruxelles                                                            | Belgio                                                               | 4 – 0                                                                | Cipro                                                                | Qual. Mondiali 2018                                                  | -                                                                    | Cap.                                                                 |
| 10-11-2017                                                           | Gori                                                                 | Georgia                                                              | 1 – 0                                                                | Cipro                                                                | Amichevole                                                           | -                                                                    |                                                                      |
| 13-11-2017                                                           | Erevan                                                               | Armenia                                                              | 3 – 2                                                                | Cipro                                                                | Amichevole                                                           | -                                                                    | 65’                                                                  |
| 23-3-2018                                                            | Strovolos                                                            | Cipro                                                                | 0 – 0                                                                | Montenegro                                                           | Amichevole                                                           | -                                                                    |                                                                      |
| 20-5-2018                                                            | Amman                                                                | Giordania                                                            | 3 – 0                                                                | Cipro                                                                | Amichevole                                                           | -                                                                    |                                                                      |
| 6-9-2018                                                             | Oslo                                                                 | Norvegia                                                             | 2 – 0                                                                | Cipro                                                                | UEFA Nations League 2018-2019 - 1º turno                             | -                                                                    | Cap.                                                                 |
| 9-9-2018                                                             | Nicosia                                                              | Cipro                                                                | 2 – 1                                                                | Slovenia                                                             | UEFA Nations League 2018-2019 - 1º turno                             | -                                                                    | Cap.                                                                 |
| 13-10-2018                                                           | Sofia                                                                | Bulgaria                                                             | 2 – 1                                                                | Cipro                                                                | UEFA Nations League 2018-2019 - 1º turno                             | -                                                                    | Cap.                                                                 |
| 16-10-2018                                                           | Lubiana                                                              | Slovenia                                                             | 1 – 1                                                                | Cipro                                                                | UEFA Nations League 2018-2019 - 1º turno                             | -                                                                    | Cap. 90+6’                                                           |
| 21-3-2019                                                            | Nicosia                                                              | Cipro                                                                | 5 – 0                                                                | San Marino                                                           | Qual. Euro 2020                                                      | -                                                                    | Cap. 66’                                                             |
| 16-11-2019                                                           | Nicosia                                                              | Cipro                                                                | 1 – 2                                                                | Scozia                                                               | Qual. Euro 2020                                                      | -                                                                    | 58’                                                                  |
| Totale                                                               |                                                                      | Presenze                                                             | 51                                                                   |                                                                      | Reti                                                                 | 1                                                                    |                                                                      |